# Minster (Thanet)
Minster es una parroquia civil y un pueblo del distrito de Thanet, en el condado de Kent (Inglaterra).

## Geografía
Según la Oficina Nacional de Estadística británica, Minster tiene una superficie de 19,54 km².

## Demografía
Según el censo de 2001, Minster tenía 3267 habitantes (48,3% varones, 51,7% mujeres) y una densidad de población de 167,2 hab/km². El 19,5% eran menores de 16 años, el 70,68% tenían entre 16 y 74 y el 9,83% eran mayores de 74. La media de edad era de 42,07 años. Del total de habitantes con 16 o más años, el 20,68% estaban solteros, el 59,7% casados y el 19,62% divorciados o viudos.
El 95,93% de los habitantes eran originarios del Reino Unido. El resto de países europeos englobaban al 1,56% de la población, mientras que el 2,51% había nacido en cualquier otro lugar. Según su grupo étnico, el 98,19% eran blancos, el 0,92% mestizos, el 0,49% asiáticos, el 0,09% negros y el 0,31% chinos. El cristianismo era profesado por el 77,97%, el budismo por el 0,09%, el hinduismo por el 0,09%, el judaísmo por el 0,15%, el islam por el 0,15% y cualquier otra religión, salvo el sijismo, por el 0,31%. El 13,46% no eran religiosos y el 7,77% no marcaron ninguna opción en el censo.
1491 habitantes eran económicamente activos, 1423 de ellos (95,44%) empleados y 68 (4,56%) desempleados. Había 1439 hogares con residentes, 73 vacíos y 7 eran alojamientos vacacionales o segundas residencias.